# Blue Jacket
Blue Jacket o Weyapiersenwah (c. 1745 - Detroit, 1810) fou un cabdill shawnee. Participà en la Guerra de Dunmore (1774) i en la derrota de Point Pleasant. Durant la Independència dels EUA va donar suport als britànics, i en acabar la guerra, es traslladà als marges del Maumee. El 1790 es revoltà amb el cap dels miami Little Turtle i vencé els generals nord-americans Harmar (1790) i St Clair (1791), però el 1794 fou derrotat en la batalla de Fallen Timbers i el 1795 obligat a signar el vergonyant Tractat de Greenville, així com el de Fort Industry del 1805, pel qual cediren Ohio. Deixà el lideratge del poble al seu lloctinent Tecumseh (cabdill shawnee) i es retirà a Detroit, on va morir.